# Abu Dhabi (emiraat)
Abu Dhabi (ook wel Aboe Dhabi of Abu Zebi) (Arabisch: أبوظبي) is een van de zeven emiraten van de Verenigde Arabische Emiraten. Met een oppervlakte van 67.340 km² beslaat Abu Dhabi, als grootste deel-emiraat, 86% van alle grond in de Verenigde Arabische Emiraten. In het emiraat ligt ook de landelijke hoofdstad, namelijk de stad Abu Dhabi. Het emiraat telt 2.908.173 inwoners en is daarmee, na Dubai, het emiraat met de meeste inwoners. Ook het bestuur van de Verenigde Arabische Emiraten, evenals vele ambassades en vele aardoliebedrijven zijn gevestigd in het emiraat.
De grootst inkomstenbronnen van Abu Dhabi zijn financiële dienstverlening, industrie en de bouw, die zorgen voor een bnp van US$187 miljard (2008). Van het bnp komt 65,5% van de industrie (49,7% door olie), 11% van de bouw en 23,6% van financiële dienstverlening.

## Geschiedenis
Sporen van de eerste menselijke bewoning in Abu Dhabi, herders en vissers, dateren van het 3e millennium v.Chr. De meeste huidige inwoners zijn afstammelingen van de Bani Yas.
Volgens een legende zou de tweede heerser, sjeik Shakhbut ibn Dhiyab ibn Isa, tijdens een jachtpartij een gazelle hebben achtervolgd, en dit dier bij een waterbron hebben gevonden. Hij stichtte hier een nederzetting. Die zou de oorsprong zijn van zowel de stad Abu Dhabi, als van het emiraat. De naam Abu Dhabi , "vader van de gazelle", zou ook hiervandaan komen.  Begin 20e eeuw waren de belangrijkste inkomstenbronnen het fokken van kamelen, het plukken van dadels en het telen van groenten in Al-Ain en in de Liwa Oase. Daarnaast waren parelduiken bij Abu Dhabi en visserij een bron van inkomsten. De huizen van rijke mensen waren meestal gemaakt van palmbomen en leem. Later in de 20e eeuw was parelduiken de grootste inkomstenbron en het grootste exportproduct.
In 1939 werd er onder leiding van sjeik Shakhbut Bin Sultan Al Nahyan naar aardolie gezocht, dat in 1958 werd gevonden. De vondst verbeterde de economie, er werden betonnen huizen gebouwd en in 1961 werden de eerste verharde wegen aangelegd. Sjeik Shakhbut zag de olie als een langetermijninvestering, maar zijn broer wilde de olievoorraden direct gebruiken voor het moderniseren van het land. Hierdoor werd de broer van de sjeik, Zayid bin Sultan al Nuhayyan, heerser van het land. Hij werd op 6 augustus 1966 sjeik van Abu Dhabi.
In 1971 werd Abu Dhabi onafhankelijk, grotendeels dankzij de inzet van Zayed. Abu Dhabi ging samenwerken met zes andere emiraten en werd onderdeel van de Verenigde Arabische Emiraten.

## Geografie
Abu Dhabi is grotendeels vlak met een paar bergen bij Al Ain. De hoogste berg is Jebeel Hafeet, met een top van 1240 meter. De kustlijn is circa 700 kilometer lang en hier liggen ook de meeste steden. Het grootste deel van Abu Dhabi is woestijn met als uitzondering enkele steden en de Liwa Oase. Het heeft een totale oppervlakte van 67.340 km en grenst aan Saoedi-Arabië en Oman.

### Grote steden en plaatsen
Abu Dhabi heeft in totaal twee steden, namelijk Al Ain en Abu Dhabi.
- Abu Dhabi
- Al Ain
- Muzayri
- Masdar
- Ruwais

### Eilanden
- Sir Bani Yas

## Emirs van Abu Dhabi
Onderstaand een lijst van alle heersers van Abu Dhabi van 1761 tot de huidige sjeik.
| - 1761-1793: Dhiyab I - 1793-1816: Shakhbut - 1816-1818: Mohammed - 1818-1845: Shakhbut - 1818-1833: Tahnun I - 1833-1845: Khalifa I | - 1833-1845: Sultan - 1845-1845: `Isa - 1845-1845: Dhiyab II - 1845-1855: Said - 1855-1909: Zaid I - 1909-1912: Tahnun II | - 1912-1922: Hamdan - 1922-1926: Sultan - 1926-1928: Saqr - 1928-1966: Shakhbut II - 1966-2004: Zaid II - 2004-2022: Khalifa II - vanaf 2022: Mohamed |

## Sport in Abu Dhabi
- Golf: Abu Dhabi heeft zes golfclubs. De bekendste is de Abu Dhabi Golf Club.[4] Deze heeft 2x18 holes, die verspreid liggen over 162 hectare grond. De baan, die in 1998 ontworpen is door Peter Harradine en zeven zoutwatermeren heeft, kreeg later nog 33 bunkers en zes nieuwe tees, waarna de club in 2006 gastheer werd van het Abu Dhabi Golfkampioenschap van de Europese Tour. Het clubhuis heeft de vorm van een valk.[5]
- Tennis: Op het International Tennis Complex in Zayed Sports City werd tijdens de jaarwisseling 2009-2010 een demonstratietoernooi gespeeld, het eerste Capitala Wereldkampioenschap. De zes deelnemers waren Nikolaj Davydenko, Roger Federer, David Ferrer, Rafael Nadal, Robin Söderling en Stanislas Wawrinka. Nadal won de finale van Soderling met 7-6, 7-5.
- Formule 1: Op het Yas Marina Circuit liggend op Yas Island in Abu Dhabi wordt jaarlijks de Grote Prijs Formule 1 van Abu Dhabi verreden. De eerste Grand Prix is hier gehouden in het weekend van 31 oktober en 1 november 2009.

## Verkeer en vervoer
De luchthaven van Abu Dhabi is het Abu Dhabi International Airport in Abu Dhabi.